# Sanson Napollon
Sanson Napollon, nato Sansone Napoleoni (Centuri, 1583 – Tabarka, 10 maggio 1633), è stato un diplomatico francese fu servizio di Luigi XIII e del Cardinale Richelieu; ricostruttore e governatore del Bastion de France, sulla costa algerina.

## Biografia
Nasce in Corsica, allora genovese, da Giudicello Napoleoni di Trelo e da Emerica Cipriani dell'Orche, unico maschio, con quattro sorelle.
Si trasferisce giovanissimo (nel 1599) a Marsiglia dove vivevano, dall'inizio del secolo, molti suoi parenti. Suo nonno Francesco ed il fratello di questi, Luigi, erano stati maestri calafati all'Arsenale delle galere reali di Marsiglia.
Il cognome Napoleoni era stato francesizzato in Napollon da Luigi (Louis) il primo arrivato dei due fratelli, che succede nell'arsenale, come maestro calafato, verso il 1515, ad un napoletano chiamato Napollon.
I suoi operai iniziano a chiamarlo allo stesso modo e da allora tutti i Napoleoni corsi che si trasferiranno a Marsiglia adotteranno questo cognome.
Sua figlia Hugone sposa nel 1541 Tomaso Lenche, anche lui corso diventato marsigliese, che nel 1552 costruirà per primo il Bastion sulla costa algerina, distrutto nel 1604 dai barbareschi.
Sanson viene naturalizzato francese nel 1609 quando sono trascorsi dieci anni dal suo arrivo e quando sposa la marsigliese Françoise de Raoulx.
Nel 1615 è console ad Aleppo. Nel 1620 è eletto alla carica di intendente del porto libero di Marsiglia.
Nel 1623, ricevuto a corte da Luigi XIII, viene nominato “gentiluomo della camera del Re” ed incaricato di una missione speciale presso la Sublime Porta di Costantinopoli, sotto la copertura di “console marsigliese a Smirne”.
Nel 1626 Luigi XIII gli ordina di recarsi ad Algeri “per ottenere una buona pace in Barberia e la libertà del commercio”.
Il 19 settembre 1628, 1038º anno del Profeta, viene firmato il trattato “riguardante il commercio dei Francesi con il Divan e la Milizia di Algeri”. 
Invidie e resistenze, da parte di molti imprenditori marsigliesi, che non vedevano di buon occhio l'ufficializzazione della pesca del corallo e del commercio, ritardano i programmi, ma il 29 agosto 1631 Sanson Napollon è nominato Capitano e Governatore del Bastion de France.
Il 29 aprile 1632 Philippe d'Etampes, signore dell'Isola Antrì, inviato da Richelieu, presenta ufficialmente, nel corso di una parata militare, il governatore del Bastion e dichiara “di non aver mai visto nulla di così bello come questo stabilimento che dà speranza di un grande futuro”. Purtroppo così non sarà. 
Il 10 maggio 1633 Sanson, attirato nella vicina Tabarka, dove esisteva un'analoga “fattoria” dei genovesi Lomellini, per definire le controversie sulle zone di pesca, viene accolto da un violento fuoco di archibugio, ed ucciso con una pallottola in fronte. 
La sua testa sarebbe stata esposta, inchiodata sulla porta della fortezza di Tabarka.
Il 29 maggio 1932, in occasione del centenario dello sbarco francese a Sidi-Ferruch, il presidente dell'associazione dei corsi residenti nel Nordafrica ha ricordato Sanson Napollon «il primo governatore di possedimenti francesi in Africa ed il solo che sia stato ucciso combattendo per la Francia», ed ha poi concluso con queste parole «Tutti noi, qui, siamo i figli di Sanson Napollon ed il Bastion de France rappresenta ancor oggi tutta l'Africa Francese».